# Arató Mátyás
Arató Mátyás (Elek, 1931. január 21. – 2015. június 2.) Széchenyi-díjas magyar matematikus. A Magyar Tudományos Akadémia Számítástudományi Bizottságának tagja, az Alkalmazott Matematikai Lapok, az Analysis Mathematica szerkesztőbizottsági tagja.

## Életpályája
Szülei Arató Ferenc és Mahler Rózsa voltak. 1941–1949 között a makói József Attila Gimnázium tanulója, 1949–1951 között a József Attila Tudományegyetem hallgatója volt. 1951–1954 között az ELTE-n volt aspiráns. 1953-tól alkalmazott matematikus, valamint kutató. 1958–1962 között a Moszkvai Állami Egyetemen tanult. 1971-től egyetemi tanár. 1981–1982 között az UCLA (University of California, Los Angeles) vendégprofesszora volt. 1994–2000 között a Magyar Tudományos Akadémia közgyűlési képviselője.
Kutatási területe az idősorok analízise, a sztochasztikus folyamatok statisztikája, valamint a számítástechnikai rendszerek hatékonyságvizsgálata és szervezése.

## Magánélete
1960-ban házasságot kötött Puskinszkaja Lidiával. Két gyermekük született: Miklós (1962) és Vera (1970).

## Díjai, kitüntetései
- A matematikai tudományok kandidátusa (1962)
- A matematikai tudományok doktora (1971)
- Akadémiai Díj (1973)
- Széchenyi-díj (1994)
- Eötvös József-koszorú (2001)
- A Magyar Köztársasági Érdemrend tisztikeresztje (2006)